# Cylindrepomus elisabethae
Cylindrepomus elisabethae är en skalbaggsart som beskrevs av Hüdepohl 1987. Cylindrepomus elisabethae ingår i släktet Cylindrepomus och familjen långhorningar.
Artens utbredningsområde är Filippinerna. Inga underarter finns listade i Catalogue of Life.